# Калюжный, Глеб Дмитриевич
Глеб Дми́триевич Калю́жный (род. 14 августа 1998, Москва, Россия) — российский актёр и музыкант.

## Биография
Родился 14 августа 1998 года в Москве. Среднее образование получил в объёме 9 классов, так как по различным причинам (тяжёлое финансовое положение в семье и проблемы с поведением) он почти ежегодно менял школу (в том числе какое-то время он учился в школе для детей с девиантным поведением).
Карьера в кинематографе началась с фильма «14+». Продюсеры написали ему в ВКонтакте и пригласили на кастинг. В результате он был утверждён на главную роль. Фильм попал в программу Берлинале 2015; актёрская работа Калюжного отмечалась критиками и была удостоена диплома вологодского кинофестиваля молодого европейского кино VOICES 2015 «за лучшую актёрскую работу», а также приза за лучшую мужскую роль фестиваля «Olympia International Film Festival for Children and Young People» (Пиргос, Греция).
В 2021 году Глеб Калюжный снялся в главных ролях в белорусском многосерийном фильме «За полчаса до весны», где исполнил роль молодого Владимира Мулявина, лидера ансамбля «Песняры», а также в сериале «Sold Out» в роли молодого рэпера, работающего на большой музыкальный лейбл. С 2022 года участвует в рекламной кампании «МТС».

## Уголовное преследование
5 марта 2025 года государственное информационное агентство «РИА Новости» сообщило о возбуждении в отношении актёра уголовного дела в связи с длительным уклонением от прохождения срочной службы в армии. Калюжный обвинялся по части 1 статьи 328 УК РФ «Уклонение от прохождения военной и альтернативной гражданской службы». По версии агентства, Калюжный стал фигурантом уголовного дела из-за неявки в военный коммиссариат в октябре 2024 года, а оснований для отсрочки от военной службы по призыву в армии у актёра не было.
7 марта 2025 года стало известно, что после трёхчасового допроса у следователя в Пресненском следственном отделе Следственного управления Следственного комитета Российской Федерации по Центральному административному округу города Москвы Следственного комитета Российской Федерации, Калюжный частично признал вину в уклонении от службы в армии. По версии газеты «Коммерсантъ», Калюжный направился в военкомат, где его оштрафовали на 30 тысяч рублей, и вручили ему новую повестку о призыве на военную службу.
По версии газеты «Коммерсантъ», Калюжный добровольно явился к следователю, частично признал вину в совершении уголовного преступления, при этом Калюжный заявил, что «пятно в биографии в виде судимости ему не нужно, и обязался отправиться в армию». Уголовное дело против актёра не будет прекращено до тех пор, пока Калюжный не отправится на военную службу. 
27 мая 2025 года стало известно, что актёра призвали на военную службу, а уголовное преследование в отношении него прекращено. Проходить военную службу Калюжный будет в 1-м отдельном стрелковом Семеновском полку.

## Фильмография
| Год       |     | Название                        | Роль                                   |
| --------- | --- | ------------------------------- | -------------------------------------- |
| 2015      | ф   | 14+                             | Лёша                                   |
| 2016      | с   | Красные браслеты                | Илья (Красивый)                        |
| 2017      | с   | Доктор Рихтер                   | Данила                                 |
| 2017      | с   | Улица                           | Максим Озеров (Макс, MC Lake)          |
| 2017      | ф   | Про любовь. Только для взрослых | Митя                                   |
| 2017      | с   | Детки                           | Даня, друг Леры                        |
| 2018      | с   | Новый человек (10 серия)        | Рэпер Graf                             |
| 2019      | кор | MEMORIO                         | Макс, друг Насти                       |
| 2019      | ф   | Аутло                           | Альфач                                 |
| 2019      | ф   | Я свободен                      | Артём                                  |
| 2019      | с   | #Dетки                          | Дима                                   |
| 2019      | с   | Ничто не случается дважды       | Юра в юности                           |
| 2019—2024 | с   | Трудные подростки               | Макс                                   |
| 2020      | с   | Территория                      | Егор Чудинов                           |
| 2020      | с   | Водоворот                       | Макс Соколов                           |
| 2020—2023 | с   | Новенький                       | Максим Плетнёв                         |
| 2020      | ф   | Игрок                           | Юрка                                   |
| 2021      | с   | Полёт                           | Даня                                   |
| 2021      | с   | Вампиры средней полосы          | Женёк (Евгений) Дятлов, молодой вампир |
| 2021      | с   | Содержанки 3                    | певец в клубе                          |
| 2021      | ф   | Блокадный дневник               | русский солдат                         |
| 2021      | с   | Бесит                           | оператор                               |
| 2021      | с   | За полчаса до весны             | Владимир Мулявин                       |
| 2021      | с   | Солдаут                         | Drumma’K, молодой рэпер                |
| 2021      | ф   | Ледяной демон                   | Сёма                                   |
| 2022      | с   | Чёрная весна                    | Егор Меленин                           |
| 2022      | с   | Сын                             | Василий                                |
| 2022      | с   | Трепачи                         | Даня                                   |
| 2022      | ф   | 14+: Продолжение                | Лёша                                   |
| 2023      | с   | Наследство                      | Юра                                    |
| 2025      | ф   | Красный шёлк                    | Артём Светлов                          |
| 2025      | ф   | Первый на Олимпе                | Юрий Тюкалов                           |

## Дискография

### Альбомы
- 2015 — Откровенный
- 2015 — Улица Правды
- 2019 — ИДИКОМНЕ
- 2020 — МАЛЕНКИЯ 12-21
- 2020 — INTOXICACIA
- 2021 — JUN1OR

### Мини-альбомы (EP)
- 2020 — Пока Ночи

### Синглы
- 2015 — Девочка с рэп концерта
- 2015 — Парашют
- 2019 — Снег
- 2019 — Закрывай на секунду глаза
- 2019 — Птицы
- 2019 — Невесомость
- 2020 — Радио хит
- 2020 — Мяу
- 2020 — Боль
- 2020 — Саванна
- 2020 — Летописец
- 2020 — OXYGEN
- 2020 — Рейв
- 2020 — Опережая время

## Музыкальные видео
- 2020 — Глеб Калюжный & Slame — Радио Хит (Mood Video)
- 2020 — Глеб Калюжный — Птицы
- 2020 — Глеб Калюжный — Облака (feat. Эфдивадим)
- 2020 — Глеб Калюжный — Боль (Mood Video)
- 2021 — Глеб Калюжный — Антидот
- 2022 — Глеб Калюжный — Летописец (Mood Video)
- 2022 — Глеб Калюжный — Волна
- 2023 — Глеб Калюжный — Не переживай